# Scymnus creperus
Scymnus creperus är en skalbaggsart som beskrevs av Étienne Mulsant 1850. Scymnus creperus ingår i släktet Scymnus och familjen nyckelpigor. Inga underarter finns listade i Catalogue of Life.